# أحمد قعلول
أحمد قعلول ولد في 22 فبراير 1966 في نابل. هو أستاذ فلسفة وشخصية رياضية في تايكوندو وسياسي تونسي ينتمي لحركة النهضة.

## السيرة الذاتية

### الدراسة والمسار الأكاديمي
أحمد قعلول متحصل على إجازة في الفلسفة من جامعة محمد الخامس بالمغرب وحائز على الماجستير في الدراسات الإسلامية والشرق أوسطية من مدرسة الدراسات الشرقية والإفريقية في لندن (المملكة المتحدة)، والدكتوراه في فلسفة اللغة في هذه الأخيرة. 

مهنيا، عمل كباحث فلسفة بجامعة ريدنغ ببريطانيا وقام بإنجاز العديد من الأبحاث باللغتين العربية والإنكليزية والألمانية في مجال الفكر السياسي والفلسفي والحضارة والدراسات الإسلامية.

وهو كذلك أستاذ محاضر في الإسلاميات بالأكاديمية الأوربية للدراسات الإسلامية بلندن، كما اشتغل في خطة مدير عام للفرع الأوربي لشركة البلاغ للإنتاج والنشر والتوزيع ومدير تنفيذي للمشروع التربوي التعليمي بشركة بروة القطرية.

### المسار الرياضي
رياضيا، فهو متحصل على الدرجة الخامسة «دان» في رياضة التايكواندو، وهو مدرب في هاته الرياضة. يشغل عضوية لجنة الآداب بالاتحاد الدولي للتايكواندو ولجنة العلاقات العامة لهذا الاتحاد مسؤولا عن الدول العربية والفرنكوفونية، إضافة إلى كونه مستشارا لدى رئيس الاتحاد الدولي الفرنكوفوني للتايكواندو.

على المستوى الوطني، ترأس أحمد قعلول الجامعة التونسية للتايكواندو بين 2016 و2018، وأشرف أثناء فترة ترأسه على تنظيم بطولة العالم للتايكوندو للشباب التي دارت في الحمامات في أبريل 2016، كما توجت رياضة التايكوندو التونسية بأول ميدالية أولمبية في دورة ريو 2016 وحصدت الرياضة التونسية ميدالية أولمبية أخرى على مستوى الشباب في دورة بوينس آيرس 2018.

### المسار السياسي
بسبب نشاطه السياسي مع حركة النهضة، خرج أحمد قعلول سنة 1990 ليعيش في المنفى، بداية في المغرب أين أنهى دراسته فيها، ثم طلب اللجوء السياسي في المملكة المتحدة في 1993.

عين أحمد قعلول مستشارا لدى رئيس الحكومة في ملف الشباب والرياضة بين 2012 و2014، ومستشارا في ملف الشباب والرياضة لدى رئيس حركة النهضة الشيخ راشد الغنوشي.

عين في 14 نوفمبر 2018 في منصب كاتب دولة لدى وزيرة الشباب والرياضة مكلف بالرياضة في حكومة يوسف الشاهد. واصل مهمته إلى حدود 27 فبراير 2020 أين عين وزيرا للشباب والرياضة في حكومة إلياس الفخفاخ.

## الحياة الخاصة
أحمد قعلول متزوج وأب لثلاثة أطفال.

## منشورات
مقالات
- التغيير الجذري للثورة التونسية المسالمة، معهد واشنطن لسياسة الشرق الأدنى، 5 أكتوبر 2017 (اطلع هنا).